# Allochrostes impunctata
Allochrostes impunctata là một loài bướm đêm trong họ Geometridae.